# Odontites lanceolata
Odontites lanceolata är en snyltrotsväxtart. Odontites lanceolata ingår i släktet rödtoppor, och familjen snyltrotsväxter.

## Underarter
Arten delas in i följande underarter:
- O. l. lanceolata
- O. l. provincialis